# Soziabilisierung
Als Soziabilisierung wird in der Soziologie die erste Phase der Sozialisation bezeichnet.
In diesem Entwicklungsabschnitt des Individuums erfolgt seine emotionale Fundierung als Grundlage zur Entwicklung menschlicher Eigenschaften, indem es die durch seine Umgebung vermittelten allgemeinen Kategorien des Weltvertrauens („Urvertrauens“) und Weltverständnisses und die ihm zugewiesene primäre Positions- und Statuszuweisung wahrnimmt und entsprechend verarbeitet. Dieser Vorgang erschließt ihm die Möglichkeit zum Aufbau einer Ich-Identität, deren Herausbildung diese Entwicklungsstufe abschließt.